# Biscarbonate de tétrahydroxy-1,4-benzoquinone
Le biscarbonate de tétrahydroxy-1,4-benzoquinone est un oxyde de carbone de formule brute C8O8. Il consiste en un centre 1,4-benzoquinone dont les quatre atomes d'hydrogène sont remplacés par deux groupes fonctionnels carbonate. Il peut être vu comme le quadruple ester de l'acide carboxylique et de la tétrahydroxy-1,4-benzoquinone.
Ce composé a été obtenu par C. Nallaiah en 1984 sous forme d'un solvate avec le tétrahydrofurane, THF.